# Раздолье (Курчатовский район)
Раздолье — хутор в Курчатовском районе Курской области. Входит в Костельцевский сельсовет.

## География
Хутор находится в 43 км к северо-западу от Курска, в 27 км севернее районного центра — города Курчатов, в 10 км от центра сельсовета – села Костельцево.
Климат
Раздолье, как и весь район, расположено в поясе умеренно континентального климата с тёплым летом и относительно тёплой зимой (Dfb в классификации Кёппена).

## Население
| 1979 | 2002 | 2010 |
| ---- | ---- | ---- |
| 60   | ↘1   | →1   |

## Транспорт
Раздолье находится в 22,5 км от федеральной автодороги М2 «Крым», в 26,5 км от автодороги регионального значения 38К-017 (Курск – Льгов – Рыльск – граница с Украиной), в 4 км от автодороги межмуниципального значения 38Н-362 (38К-017 – Николаевка – Ширково), в 27 км от ближайшего ж/д остановочного пункта Курчатов (линия Льгов I — Курск).